# 1949年ウィンブルドン選手権
1949年 ウィンブルドン選手権（1949ねんウィンブルドンせんしゅけん、The Championships, Wimbledon 1949）に関する記事。イギリス・ロンドン郊外にある「オールイングランド・ローンテニス・アンド・クローケー・クラブ」にて開催。

## シード選手

### 男子シングルス
1. テッド・シュローダー　（初優勝）
2. パンチョ・ゴンザレス　（4回戦）
3. フランク・パーカー　（ベスト8）
4. ボブ・ファルケンバーグ　（ベスト8）
5. ジョン・ブロムウィッチ　（ベスト4）
6. ヤロスラフ・ドロブニー　（準優勝）
7. エリック・スタージェス　（ベスト4）
8. フランク・セッジマン　（ベスト8）

### 女子シングルス
1. ルイーズ・ブラフ　（優勝、大会2連覇）
2. マーガレット・オズボーン・デュポン　（準優勝）
3. パトリシア・カニング・トッド　（ベスト4）
4. ガートルード・モラン（英語版）　（3回戦）
5. シャーリー・フライ　（4回戦）
6. ジーン・クォーティアー　（2回戦）
7. ネリー・アダムソン　（3回戦）
8. ジョーン・カリー　（2回戦）

### 男子ダブルス
1. テッド・シュローダー＆ ガードナー・ムロイ
2. ジョン・ブロムウィッチ＆ フランク・セッジマン
3. パンチョ・ゴンザレス＆ フランク・パーカー
4. ヤロスラフ・ドロブニー＆ ボブ・ファルケンバーグ

### 女子ダブルス
1. ルイーズ・ブラフ＆ マーガレット・オズボーン・デュポン
2. ガートルード・モラン＆ パトリシア・カニング・トッド
3. ジーン・クォーティアー＆ モリー・ブレア
4. ベティ・ヒルトン＆ ジョイ・ギャノン

### 混合ダブルス
1. ジョン・ブロムウィッチ＆ ルイーズ・ブラフ
2. ウィリアム・シッドウェル＆ マーガレット・オズボーン・デュポン
3. ボブ・ファルケンバーグ＆ ガートルード・モラン
4. エリック・スタージェス＆ シーラ・サマーズ

## 大会経過

### 男子シングルス
準々決勝
- テッド・シュローダー vs.  フランク・セッジマン　3-6, 6-8, 6-3, 6-2, 9-7
- エリック・スタージェス vs.  フランク・パーカー　3-6, 6-4, 3-6, 6-1, 6-3
- ジョン・ブロムウィッチ vs.  ボブ・ファルケンバーグ　3-6, 9-11, 6-0, 6-0, 6-4
- ヤロスラフ・ドロブニー vs.  ジェフ・ブラウン　2-6, 7-5, 1-6, 6-2, 6-4

準決勝
- テッド・シュローダー vs.  エリック・スタージェス　3-6, 7-5, 5-7, 6-1, 6-2
- ヤロスラフ・ドロブニー vs.  ジョン・ブロムウィッチ　6-1, 6-3, 6-2

### 女子シングルス
準々決勝
- ルイーズ・ブラフ vs.  モリー・ブレア　6-2, 6-3
- パトリシア・カニング・トッド vs.  ジーン・ウォーカー・スミス　3-6, 6-4, 6-3
- ヘレン・リバニー vs.  ペギー・ドーソン・スコット　7-5, 7-5
- マーガレット・オズボーン・デュポン vs.  ベティ・ヒルトン　6-1, 6-3

準決勝
- ルイーズ・ブラフ vs.  パトリシア・カニング・トッド　6-3, 6-0
- マーガレット・オズボーン・デュポン vs.  ヘレン・リバニー　6-2, 6-2

## 決勝戦の結果
男子シングルス
- テッド・シュローダー vs.  ヤロスラフ・ドロブニー　3-6, 6-0, 6-3, 4-6, 6-4

女子シングルス
- ルイーズ・ブラフ vs.  マーガレット・オズボーン・デュポン　10-8, 1-6, 10-8

男子ダブルス
- パンチョ・ゴンザレス＆ フランク・パーカー vs.  テッド・シュローダー＆ ガードナー・ムロイ　6-4, 6-4, 6-2

女子ダブルス
- ルイーズ・ブラフ＆ マーガレット・オズボーン・デュポン vs.  ガートルード・モラン＆ パトリシア・カニング・トッド　8-6, 7-5

混合ダブルス
- エリック・スタージェス＆ シーラ・サマーズ vs.  ジョン・ブロムウィッチ＆ ルイーズ・ブラフ　9-7, 9-11, 7-5